# Маурер, Петер
Петер Маурер (род. 1956) — президент Международного комитета Красного Креста (МККК) с 2012 года.

## Биография
Родился в Туне, Швейцария, изучал историю и международное право в Берне, получил докторскую степень.

## Карьера
В 1987 году Маурер работал в Швейцарской дипломатической службе (Федеральный департамент иностранных дел), где занимал различные должности в Берне и Претории, затем был переведен в Нью-Йорк в 1996 году в качестве заместителя постоянного наблюдателя при Швейцарской миссии в Организации Объединённых Наций. В 2000 году он был назначен послом и начальником отдела по безопасности в штаб-квартире МИД Швейцарии в Берне.
В 2004 году Маурер был назначен послом и постоянным представителем Швейцарии при Организации Объединённых Наций в Нью-Йорке. На этом посту он стремился интегрировать Швейцарию, которая только недавно присоединилась к Организации Объединённых Наций, в многосторонние международные сети. В июне 2009 года Генеральная Ассамблея Организации Объединённых Наций избрала Маурера Председателем Пятого комитета по административным и бюджетным вопросам Организации Объединённых Наций. Кроме того, он был избран председателем Бурундийской конфигурации Комиссии ООН по миростроительству. В январе 2010 года Маурер стал государственным секретарем Швейцарии по иностранным делам, и занимал эту должность до избрания президентом МККК.
С 2012 года Маурер возглавлял МККК, увеличив исторический бюджет с 1,1 млрд. швейцарских франков в 2011 году до более 1,6 млрд. швейцарских франков в 2015 году. Кроме того, он запустил первую в мире схему «гуманитарного влияния», в рамках которой частные инвесторы выплатят 22 млн евро в рамках пятилетнего финансирования. От этих выплат зависит, какое влияние проект окажет на жизнь его клиентов. С 2019 года Маурер является сопредседателем Группы высокого уровня по гуманитарному инвестированию Всемирного экономического форума вместе с Борге Бренде и Кристалиной Георгиевой [6].

## Другие должности
- Международные гендерные чемпионы (IGC), член (с 2017 года).
- Всемирный экономический форум (ВЭФ), член Совета (с 2014 года).
- Всемирный экономический форум (ВЭФ), сопредседатель Совета глобального будущего в гуманитарной сфере.

## Награды
- 2014 — почётный доктор Университета Базеля.
- 2018 — почётный доктор Университета Васеда.
- 2020 — орден Достык 2 степени[3]